# 1994 en photographie
| Années de la photographie : 1991 - 1992 - 1993 - 1994 - 1995 - 1996 - 1997    |
| Décennies de la photographie : 1960 - 1970 - 1980 - 1990 - 2000 - 2010 - 2020 |

Cet article présente les faits marquants de l'année 1994 en photographie.

## Événements
- La revue française Les Cahiers de la photographie cesse de paraître.
- La Société française de photographie est hébergée par la Bibliothèque nationale de France ; elle se consacre à la conservation et à la valorisation de ses collections par  des expositions, des projets éditoriaux et la mise en place de projets pédagogiques.
- La firme japonaise Nikon commercialise deux appareils photographiques reflex autofocus argentiques, le Nikon F50 et le Nikon F70 ; ce dernier se distingue par une interface utilisateur inhabituelle, qui ne sera pas pérennisée.
- novembre : la firme japonaise Canon commercialise  le Canon EOS-1N, boîtier argentique reflex professionnel, qui remplace le Canon EOS-1.
- La firme américaine Apple commercialise le QuickTake, l'un des premiers appareils photo numériques grand public.

## Livres de photographie
- Wim Wenders (trad. Bernard Eisenschitz), Une fois : images et histoires, Paris, L'Arche, 1994, 357 p. (ISBN 2-85181-339-0)[1].
- Jack Woody, Portrait: The Photographs of George Platt Lynes, 1927-1955, Santa Fe, Twin Palms Publishers.
- Herb Ritts, Africa, New York, Éditions Bulfinch Press, 136 p. •  (ISBN 978-0-82122-121-1) : 75 photographies imprimées en bichromie sur les paysages, les populations et la faune africaines.
- Jacko Vassilev, Bulgares, textes d'Éric Naulleau, Paris, éditions Contrejour, 1994, 95 p.  (ISBN 2859491597) .

## Études, essais, articles
- Michel Frizot (dir.), Nouvelle histoire de la photographie, Paris, Bordas, A. Biro, 775 p. (ISBN 2-04-019976-4)[2].
- Xavier Lambours, Le Portrait, Paris, Contrejour, 1994.
- Dictionnaire mondial de la photographie : des origines à nos jours, Paris, Larousse, 735 p. (ISBN 2-03-511315-6)[2].

## Expositions
- 19 janvier - 4 avril : Hoffmann & Hitler. Fotografie als Medium des Führer-Mythos, Fotomuseum, Münchner Stadtmuseum, Munich[3].

puis avril - mai 1994 : Deutsches Historisches Museum, Berlin ; juin - juillet 1994 : Historisches Museum Saar, Sarrebruck.
- 28 février - 20 mai : Les Routes du lait, Bibliothèque nationale, Paris : résultat d'une commande passée à neuf photographes, parmi lesquels Raymond Depardon, Bernard Descamps, Carmelo Bongiorno, Max Pam, Jeanloup Sieff, pour témoigner dans différents pays à travers le monde de l'universalité de ce liquide nourricier[4].
- 18 mars - 20 juin : Photographier l'architecture : 1851-1920, Musée national des monuments français, Paris[5].
- 24 mars - 25 juin : Evidence 1944-1994, Richard Avedon, Whitney Museum of American Art, New York ; National Gallery, Londres[6],[7].
- 27 avril - 28 mai : D'encre et de charbon : le concours photographique du duc de Luynes, 1856-1867, Bibliothèque nationale, Paris.
- 19 mai - 4 septembre : Dorothea Lange : American photographs, Museum of modern art, San Francisco.

puis 16 septembre - 20 novembre : Milwaukee Art Museum.
- mai : Vu, Magnum, Contact : trois regards sur le monde après la chute du mur de Berlin, Galerie municipale du Château d'eau, Toulouse.
- 1er juin - 17 juillet : Picasso photographe : 1901-1916, Musée Picasso, Paris[8].
- 3 octobre - 31 décembre : Édouard Baldus, photographe, Metropolitan Museum of Art (The Met), New-York

puis 24 janvier -23 avril 1995 : Centre canadien d'architecture, Montréal ; 17 janvier - 15 avril 1996 : Musée des monuments français, Paris.
- 2 octobre - 31 décembre : Robert Frank: Moving Out, National Gallery of Art, Washington, États-Unis.
- 24 octobre - 8 janvier 1995 : Crimée, 1854-1856 : premiers reportages de guerre, Musée de l'Armée, Hôtel des Invalides, Paris.
- 28 octobre - 27 novembre : Seydou Keïta, Fondation Cartier pour l'art contemporain, Paris[11].
- 1er novembre - 15 janvier 1995 : Evelyn Hofer : photographs, Musée de l'Élysée, Lausanne.
- 14 novembre - 15 janvier 1995 : Le cliché-verre : Corot, Delacroix, Millet, Rousseau, Daubigny, Musée de la Vie romantique, Paris.
- 19 novembre - 8 janvier 1995 : Dieter Appelt, Art Institute of Chicago[12].

puis 1er mars - 14 mai 1995 : Musée du Québec, Québec ; septembre - octobre 1995 : Grey Art Gallery, New York ; 2 décembre 1995 - 21 janvier 1996 : Contemporary Art Center, La Nouvelle-Orléans ; 15 octobre - 28 novembre 1996 : Staatliche Museen zu Berlin, Kunstbibliothek, Berlin.
- 19 novembre - 29 janvier 1995 : Charles Marville en son temps, Bibliothèque historique de la ville de Paris, dans le cadre du Mois de la photo[13],[14].

- 27 novembre - 15 janvier 1995 : Balthasar Burkhard, Kunsthaus (de), Zoug[15]

puis 29 octobre 1995 - 17 décembre 1995 : Musée des arts contemporains, Grand-Hornu.
- novembre, dans le cadre du Mois de la photo à Paris : 
  - Le Studio Chevojon, 130 ans de photographies inédites, Maison de la Villette[16].
  - André Kertész, Pavillon des arts[17].
- 2 décembre - 15 janvier 1995 : Shinzo et Roso Fukuhara. Photographies 1913-1941, Fondation Cartier pour l'art contemporain, Paris[18],[19].
- 9 décembre - 31 mars 1995 : Constant Puyo, Musée Nicéphore-Niépce, Chalon-sur-Saône.
- 15 décembre - 15 janvier 1995 : Hommage à Boris Lipnitzky,  Galerie municipale du Château d'eau[20].
- La Main de l'homme, photographies de Sebastião Salgado, Musée de l'Élysée, Lausanne.
- Robert Mapplethorpe, Fondation Joan-Miró, Barcelone[21].

## Festivals et congrès photographiques
- 8 juillet - 15 août : 25es Rencontres de la photographie d'Arles[22],[23],[24].
- 3 - 18 septembre : 6e édition du festival Visa pour l'image à Perpignan[25],[26].
- novembre : 8e Mois de la photo, Paris[27].
- décembre : deux photographes français Françoise Huguier et Bernard Descamps créent les Rencontres de Bamako au Mali[28] qui deviendront les Rencontres africaines de la photographie en 1995, manifestation bisannuelle organisée pour promouvoir les artistes africains dans le domaine de la photographie africaine contemporaine.

## Prix et récompenses
- Grand Prix national de la photographie : Sebastião Salgado.
- Prix Niépce : Xavier Lambours
- Prix Nadar : Richard Avedon, Evidence 1944-1994, édition Schirmer/Mosel.
- Création par la ville de Bayeux et le département du Calvados du Prix Bayeux-Calvados des correspondants de guerre. Premier lauréat : André Soloviev d'Associated Press.
- Grand prix Paris Match du photojournalisme : Luc Delahaye pour Rwanda, l’exode.
- Prix Roger-Pic : Giorgia Fiorio (it) pour sa série intitulée Les mineurs russes.
- Grand Prix de la photographie de la Ville de Paris : Bettina Rheims.
- Prix Oskar-Barnack : Eugene Richards.
- Prix Erich-Salomon : Mary Ellen Mark.
- Prix culturel de la Société allemande de photographie : Lennart Nilsson.
- Prix du duc et de la duchesse d'York : non décerné.
- Création du Premio Nacional de la Fotografía par le ministère espagnol de la Culture, récompensant l'œuvre d'un photographe qui, par sa création artistique, a contribué à enrichir le patrimoine culturel espagnol. Premier lauréat : Gabriel Cualladó.
- Prix Robert Capa Gold Medal : James Nachtwey, agence Magnum, photographies pour Time de la violence lors des élections en Afrique du Sud.
- Prix Pulitzer : 
  - Prix Pulitzer de la photographie d'article de fond (Pulitzer Prize for Feature Photography) : Kevin Carter pour La Fillette et le Vautour, la photographie publiée dans le New York Times montrant un enfant soudanais affamé, prostré sur le sol et observé à quelques mètres par un vautour.
  - Prix Pulitzer de la photographie d'actualité (Pulitzer Prize for Spot News Photography) : Paul Watson du Toronto Star, pour la photographie du corps d’un soldat américain trainé par les Somalis dans les rues de Mogadiscio.
- Prix Ansel-Adams : non décerné
- Prix W. Eugene Smith : Ellen Binder
- Infinity Awards
  - Prix pour l'œuvre d'une vie : Howard Chapnick.
  - Prix de la publication Infinity Award : (en) Sebastião Salgado, Workers. An Archaeology of the Industrial Age, New York, Aperture, 1993 (lire en ligne).
  - Infinity Award du photojournalisme : Hans-Jürgen Burkard.
  - Infinity Award for Art : Cindy Sherman.
  - Prix de la photographie appliquée : Bruce Weber.
- Prix Higashikawa : photographe japonais : Taku Aramasa ; photographe étranger : Michel Campeau ; photographe espoir :  Mitsuhiko Imamori ; prix spécial : Hiromi Nagakura.
- Prix Kimura Ihei : Mitsuhiko Imamori.
- Prix Ken-Domon : Yoshikazu Minami.
- Prix de la Société de photographie de Tokyo : Yutaka Senoo.
- World Press Photo de l'année : Larry Towell pour la photographie d'enfants palestiniens brandissent leurs armes-jouets dans les territoires palestiniens occupés[29].
- Centenary Medal de la Royal Photographic Society : Cornell Capa.
- Prix international de la Fondation Hasselblad : Susan Meiselas.
- Prix national vénézuélien de la photographie : Barbara Brändli et Claudio Perna.

## Naissances
- Date précise inconnue ou non renseignée :
  - Izumi Miyazaki, photographe japonaise.
  - Kadara Enyeasi, photographe nigérian.
  - Pamela Tulizo, photographe congolaise.

## Décès
- 19 janvier : André Ostier, photographe français, né le 4 avril 1906.
- 1er avril : Robert Doisneau, photographe français, né le 14 avril 1912.
- 18 avril (tué lors d'un reportage sur un affrontement entre des manifestants membres de l'ANC et des agents des forces de l’ordre gouvernementales) : Ken Oosterbroek, photographe et photojournaliste sud-africain, né le 14 février 1963[30].
- 27 avril : Eric Schaal, photographe allemand naturalisé américain, né le 18 août 1905.
- 14 juin : Liselotte Grschebina, photographe allemande puis israélienne, née le 2 mai 1908.
- 20 juin : Henri Vachon, photographe français, né le 9 août 1904.
- 26 juin : Jacqueline Rau, photographe sud-africaine, née le 6 décembre 1901.
- 28 juin : Jacques Dubois, graphiste, photographe humaniste et artiste peintre français, né le 25 octobre 1912
- 11 juillet : Jacques Léonard, photographe français, né le 12 juin 1909.
- 15 juillet : Raymond Voinquel, photographe de plateau et photographe de nu masculin français, né le 11 janvier 1912[31].
- 27 juillet : Kevin Carter, photographe et photojournaliste sud-africain, né le 13 septembre 1960.
- 22 septembre : Tony Krier (Antoine Krier), photographe et journaliste luxembourgeois, né le 21 juillet 1906.
- 23 octobre : Hubert Grooteclaes, photographe belge, né le 6 novembre 1927.

## Célébrations
Centenaire de naissance
- Carlo Balelli
- Thérèse Bonney
- Abram Chterenberg
- Sénia Fléchine
- Anatol Josepho
- André Kertész
- Jacques Henri Lartigue
- Saverio Marra
- Lucia Moholy
- Christian Schad
- Laurence Stallings

Centenaire de décès
- Victor Angerer
- Eduard Isaac Asser
- Richard Buchta
- Charles D. Fredricks
- Jules de Laurière
- Fritz Luckhardt
- Charles-Louis Michelez
- Benito Panunzi
- Georges Révoil
- Antoine Louis Roussin
- Paolo Salviati
- Albert Southworth
- Carl Ferdinand Stelzner
- Joseph Vigier

Bicentenaire de naissance
- William Ellis